# Frans De Haes
François De Haes, detto Frans (28 luglio 1899 – 4 novembre 1923), è stato un sollevatore belga.
Ha vinto la medaglia d'oro nel sollevamento pesi alle Olimpiadi 1920 svoltesi ad Anversa, nella categoria pesi piuma.
Ha stabilito un record mondiale nella prova di slancio della categoria pesi leggeri.